# La Mata, Álamo Temapache
La Mata är en ort i Mexiko.   Den ligger i kommunen Álamo Temapache och delstaten Veracruz, i den sydöstra delen av landet, 200 km nordost om huvudstaden Mexico City. La Mata ligger 76 meter över havet och antalet invånare är 129.
Terrängen runt La Mata är huvudsakligen kuperad, men österut är den platt. La Mata ligger nere i en dal. Runt La Mata är det ganska tätbefolkat, med 58 invånare per kvadratkilometer. Närmaste större samhälle är Álamo, 19,8 km nordost om La Mata. Omgivningarna runt La Mata är en mosaik av jordbruksmark och naturlig växtlighet.